# Örnsätraskogens naturreservat
Örnsätraskogens naturreservat är ett naturreservat i Uppsala kommun i Uppsala län.
Området är naturskyddat sedan 2017 och är 17 hektar stort. Reservatet består av barrblandskog,  Örnsätrabäcken  och i södra delen två glupar och hassel och lind. 